# Омол (община)
Община Омол (на шведски: Åmåls kommun) е разположена в лен Вестра Йоталанд, югозападна Швеция с обща площ 895 km2 и население 12 229 души (към 31 декември 2013). Административен център на община Омол е едноименния град Омол.